# Bang Len (huyện)
Bang Len (tiếng Thái: บางเลน) là một huyện (amphoe) ở phía bắc của tỉnh Nakhon Pathom, miền trung Thái Lan.

## Lịch sử
Huyện được lập năm 1896 với tên Bang Phai Nat (บางไผ่นารถ). Văn phòng huyện được đặt ở Ban Bang Phai Nat, tambon Bang Sai Pa, bờ đông sông Tha Chin river. Sau đó, chính quyền chuyển trụ sở đến trung tâm huyện tại tambon Bang Pla ở bờ tây sông Tha Chin. Đồng thời, tên của huyện được đổi thành Bang Pla. Năm 1939, huyện này được đổi tên Bang Len như hiện nay. Trụ sở huyện đã được dời đến đường Phon Damri, tambon Bang Len năm 1978.

## Địa lý
Các huyện giáp ranh (từ phía bắc theo chiều kim đồng hồ) là Song Phi Nong của tỉnh Suphanburi, Lat Bua Luang của Ayutthaya Province, Sai Noi của tỉnh Nonthaburi, và Phutthamonthon, Nakhon Chai Si, Don Tum và Kamphaeng Saen của tỉnh Nakhon Pathom.

## Hành chính
Huyện này được chia thành 15 phó huyện (tambon), các đơn vị này lại được chia ra thành 180 làng (muban). Có bốn thị trấn (thesaban tambon) - Bang Len, Bang Luang, Rang Krathum và Lam Phaya. Though Có 15 Tổ chức hành chính tambon.
| STT | Tên                 | Tên Thái    | Số làng |  |
| --- | ------------------- | ----------- | ------- |  |
| 1.  | Bang Len            | บางเลน      | 12      |  |
| 2.  | Bang Pla            | บางปลา      | 13      |  |
| 3.  | Bang Luang          | บางหลวง     | 21      |  |
| 4.  | Bang Phasi          | บางภาษี      | 13      |  |
| 5.  | Bang Rakam          | บางระกำ     | 15      |  |
| 6.  | Bang Sai Pa         | บางไทรป่า    | 10      |  |
| 7.  | Hin Mun             | หินมูล        | 11      |  |
| 8.  | Sai Ngam            | ไทรงาม      | 11      |  |
| 9.  | Don Tum             | ดอนตูม       | 9       |  |
| 10. | Ninlaphet           | นิลเพชร      | 10      |  |
| 11. | Bua Pak Tha         | บัวปากท่า     | 10      |  |
| 12. | Khlong Nok Krathung | คลองนกกระทุง | 11      |  |
| 13. | Naraphirom          | นราภิรมย์     | 9       |  |
| 14. | Lam Phaya           | ลำพญา       | 11      |  |
| 15. | Phai Hu Chang       | ไผ่หูช้าง      | 7       |  |